# Buvallssjön
Buvallssjön är en sjö i Ljusdals kommun i Hälsingland och ingår i Ljusnans huvudavrinningsområde. Sjön har en area på 0,395 kvadratkilometer och ligger 450,8 meter över havet.

## Delavrinningsområde
Buvallssjön ingår i det delavrinningsområde (686691-146656) som SMHI kallar för Mynnar i Borrån. Medelhöjden är 462 meter över havet och ytan är 12,11 kvadratkilometer. Det finns inga avrinningsområden uppströms utan avrinningsområdet är högsta punkten. Vattendraget som avvattnar avrinningsområdet har biflödesordning 4, vilket innebär att vattnet flödar genom totalt 4 vattendrag innan det når havet efter 179 kilometer. Avrinningsområdet består mestadels av skog (72 procent) och sankmarker (13 procent). Avrinningsområdet har 0,7 kvadratkilometer vattenytor vilket ger det en sjöprocent på 5,7 procent.